# St. Nicolai (Braschwitz)

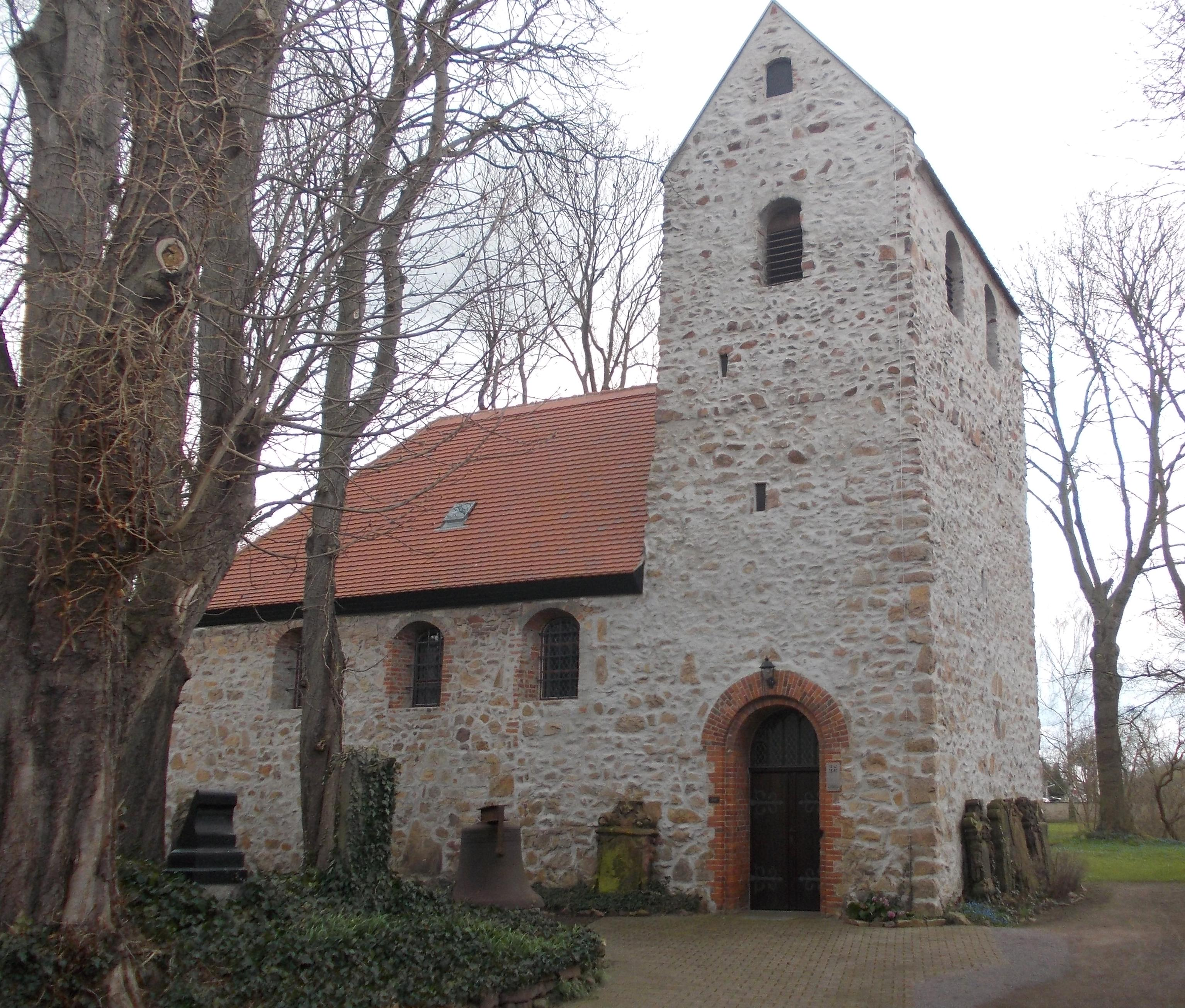
St. Nicolai in Braschwitz

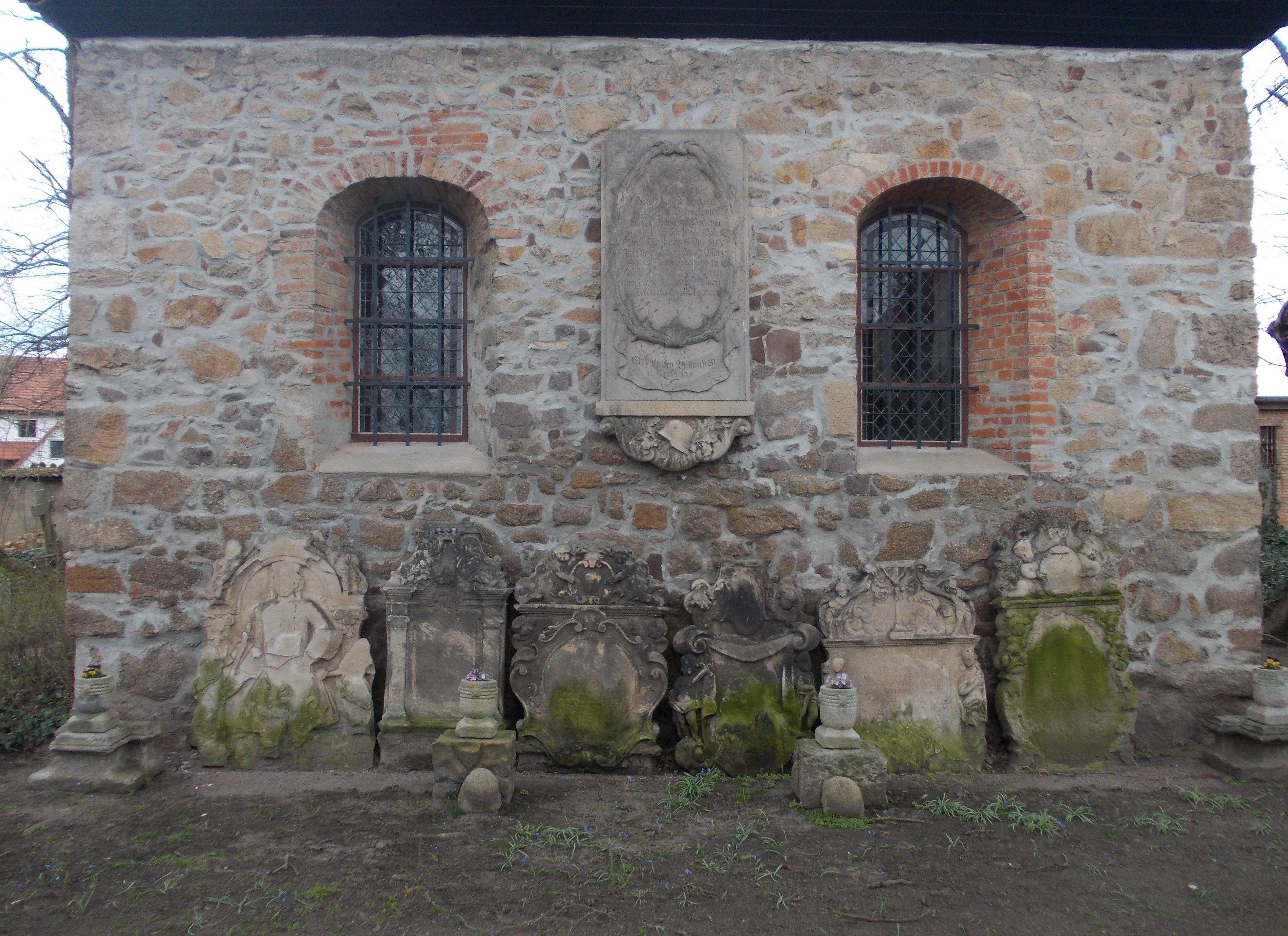
Kriegerdenkmal des Ersten Weltkriegs an der Ostseite der Kirche

St. Nicolai ist eine denkmalgeschützte evangelische Kirche im Ortsteil Braschwitz der Stadt Landsberg in Sachsen-Anhalt. Im örtlichen Denkmalverzeichnis ist sie unter der Erfassungsnummer 094 55044 als Baudenkmal verzeichnet. Sie gehört zum Pfarramt Hohenthurm im Kirchenkreis Halle-Saalkreis der Evangelischen Kirche in Mitteldeutschland.

## Architektur und Ausstattung
Die Kirche, geweiht dem heiligen Nikolaus, befindet sich unter der Adresse Brunnenstraße 22 in Braschwitz und ist eine für die Gegend typische romanische Kirche aus dem 13. Jahrhundert mit wuchtigem Westquerturm und geradem Ostschluss. Das Schiff wurde nach einem Brand im Jahre 1642 umgebaut und im 18. und 19. Jahrhundert nochmals verändert; darauf deuten u. a. Backsteine an den Türen und Fensteröffnungen hin. Der Turm scheint zudem aufgestockt worden zu sein. Die Schallarkaden im Turm und die Fenster des Schiffs weisen auf das 18. Jahrhundert hin. 
Innen ist der Bau mit einer Balkendecke ausgestattet. Des Weiteren sind zwei Altargemälde aus der Zeit um 1900 erhalten: „Mahl in Emmaus“ und „Segnender Christus“. Als weitere Ausstattungsgegenstände sind eine Sakramentsnische, eine Kanzel aus dem 17. Jahrhundert sowie ein Taufgestell mit Lesepult von 1720  zu nennen. 

### Glocken
Der Turm der Kirche trägt heute drei Glocken. Ihre ältesten Vorgängerinnen fielen dem Brand von 1642 zum Opfer; die danach gegossenen Glocken wurden im Ersten Weltkrieg zu Rüstungszwecken eingezogen. 1921 wurden von Schilling & Lattermann drei neue Glocken aus Eisenhartguss in der Tonfolge gis'-h'-dis'' gegossen, die mit Namen von Spendern aus der Gemeinde versehen sind. Die kleinste Glocke entstand dabei einen Halbton zu tief; das Geläut besaß ein Gesamtgewicht von 1400 kg. 1997 wurde die größte Eisenglocke abgenommen, vor der Kirche aufgestellt und durch eine neue Glocke der Gießerei Bachert aus Heilbronn mit dem Schlagton fis' ersetzt. Die neue Glocke ist dabei elektrisch läutbar, die beiden verbliebenen Eisenglocken sind nur händisch zum Klingen zu bringen und werden heute nur selten geläutet.

### Orgel
Die heutige Orgel ist ein sehr wertvolles Instrument, handelt es sich doch um eine der ältesten Rühlmann-Orgeln überhaupt. Friedrich Rühlmann, der Vater von Wilhelm Rühlmann, schuf sie als Op.4 im Jahre 1852. Neben der Orgel Op. 3 in Haardorf kommt der Orgel damit eine bedeutende Rolle zu. 1917 wurden die Prospektpfeifen eingezogen und durch Zinkpfeifen ersetzt. 2016 wurde das Instrument durch Th. Zimmermann aus Halle saniert, dabei neue Prospektpfeifen gebaut und dabei auch die beiden Flöten 8′ und 4′, die durch Wurmfraß verloren gegangen waren, neu gebaut. Die Orgel besitzt neun Register auf einem Manual und Pedal auf mechanischen Schleifladen.
| Manual C–f3 |                |    |
| 1.          | Viola di Gamba | 8′ |
| 2.          | Gedackt        | 8′ |
| 3.          | Flauto travers | 8′ |
| 4.          | Principal      | 4′ |
| 5.          | Flauto amabile | 4′ |
| 6.          | Octave         | 2′ |
| 7.          | Mixtur 3f.     |    |

| Pedal C–d′ |              |     |
| 8.         | Subbaß       | 16′ |
| 9.         | Principalbaß | 8′  |

## Außenanlage
An der Außenwand der Kirche befinden sich 15 barocke Grabsteine, darunter ein figürlicher, sowie ein Pfeilergrabmal mit Urne aus dem Anfang des 19. Jahrhunderts. 
Das Kriegerdenkmal für die Gefallenen des Ersten Weltkriegs ist  an der Außenseite der Ostwand der Kirche angebracht. Es handelt sich dabei um eine Gedenktafel mit den Namen der Gefallenen, verziert mit einem Soldatenhelm mit Eichenlaub.